# Bovines Respiratorisches Syncytialvirus
Das Bovine Respiratorische Syncytialvirus (BRSV, Spezies Orthopneumovirus bovis, früher englisch Bovine orthopneumovirus) ist eine Virus aus der Familie Pneumoviridae,  Gattung Orthopneumovirus (früher Familie Paramyxoviridae, Unterfamilie Pneumovirinae). 
Es ist in seinen antigenetischen Eigenschaften und aufgrund von Sequenzvergleichen seines Genoms sehr eng verwandt mit dem Humanen Respiratorischen Syncytialvirus (HRSV, en. Human orthopneumovirus) aus der gleichen Gattung. Das BRSV wurde nur bei Rindern gefunden, obwohl es sich in vitro auch in humanen Zellkulturen anzüchten lässt. Serologisch zeigen die beiden Virusspezies eine Kreuzreaktion. Aus Ziegen und Schafen wurden Stämme des BRSV ebenfalls isoliert, ohne mit einer Erkrankung assoziiert zu sein. Ob das BRSV auch auf den Menschen übertragbar ist, ist noch ungeklärt; eine Beziehung zwischen der Erkrankungshäufigkeit an Respiratorischen Syncytialviren bei Menschen und Rindern ist zumindest nicht zu beobachten. Umgekehrt vermag das HRSV beim Kalb nach experimenteller Übertragung eine milde respiratorische Erkrankung auszulösen.

## Erkrankung
Eine Infektion mit BRSV führt besonders bei Kälbern und Jungrindern zu einer Entzündung der Atemwege und respiratorischen Schleimhäuten. Eine Infektion stört die Cilienbildung von Epithelzellen, was zu einer Beeinträchtigung des Abtransportes von Schmutzpartikeln und Bakterien (mukoziliäre Clearance) aus den tiefen Atemwegen führt. Das Virus wird über direkte aerogene Tröpfcheninfektion und indirekte Schmierinfektion übertragen. Nach Infektion scheidet das infizierte Tier das Virus bis zu 3 Wochen lang aus.
Die Infektion mit BRSV verläuft akut, mild bis symptomlos und breitet sich innerhalb einer Herde auch bei Stallhaltung auf bis zu 80–100 % aller Tiere aus. Die Erkrankung beginnt mit erhöhter Temperatur oder Fieber bis 42 °C, Tachypnoe und meist fehlendem oder reduziertem Schleimausfluss aus der Nase. Eine Dyspnoe mit gestrecktem Hals und Stöhnlauten, verminderte Nahrungsaufnahme und subkutane Emphyseme in der Schulter- und Halsgegend können hinzutreten. Die Letalität beträgt zwischen 20 und 30 % und ist besonders hoch, je jünger das Rind ist.

## Bekämpfung
Die überstandene Infektion hinterlässt nur eine sehr kurze Immunität von 2 bis 3 Monaten; bei Reinfektion von älteren Tieren verläuft die Infektion mild bis symptomlos, obwohl das klinisch gesunde Tier die Viren ausscheidet und damit weitere Tiere infizieren kann. Dadurch, dass keine stabile Immunität vorliegt, werden die Kälber durch die kolostralen Antikörper der Kuh nicht geschützt. Für Rinder ist seit 1978 ein Impfstoff aus attenuierten Viren verfügbar. Zur Prophylaxe gehört auch zwingend die hygienische Verbesserung der Aufstallungs- und Umweltbedingungen der Tiere und die Stressverhütung bei Mastgruppen.